# Digital Bullet
Digital Bullet – drugi album studyjny amerykańskiego rapera i producenta muzycznego RZA członka Wu-Tang Clan, wydany 28 sierpnia 2001 roku nakładem wytwórni Koch Records. Za warstwę muzyczną w większości odpowiada sam raper oraz nowojorscy producenci tacy jak Mathematics, True Master i Tony Touch. Gościnnie na płycie pojawili się członkowie Wu-Tang Clanu: Ol’ Dirty Bastard, Method Man, GZA, Masta Killa, jak i również inni raperzy powiązani z grupą tacy jak Cilvaringz, Junior Reid czy Killa Sin
Wydawnictwo zadebiutowało 24. miejscu notowania Billboard 200, 9. miejscu Top R&B/Hip-Hop Albums oraz 1. pozycji Top Independent Albums.

## Lista utworów
| #                                    | Tytuł                                                    | Producent   | Sample                                                                                       | Czas |
| ------------------------------------ | -------------------------------------------------------- | ----------- | -------------------------------------------------------------------------------------------- | ---- |
| 1                                    | "Show U Love"                                            | RZA         | - Syl Johnson – "I Hate I Walked Away"                                                       | 3:59 |
| 2                                    | "Can’t Loose" (gośc. Beretta 9)                          | RZA         | - B.B. King – "Chains and Things"                                                            | 1:46 |
| 3                                    | "Glocko Pop" (gośc. Method Man, Masta Killa, Streetlife) | RZA         |                                                                                              | 4:53 |
| 4                                    | "Must Be Bobby"                                          | RZA         | - Dionne Warwick – "Silent Voices"                                                           | 3:28 |
| 5                                    | "Brooklyn Babies" (gośc. Masta Killa)                    | RZA         |                                                                                              | 3:51 |
| 6                                    | "Domestic Violence Pt. 2" (gośc. Big Gipp)               | Tony Touch  |                                                                                              | 3:38 |
| 7                                    | "Do U" (gośc. GZA, Prodigal Sunn)                        | RZA         | - Rudy Ray Moore – "Do You Still Care"                                                       | 4:03 |
| 8                                    | "Fools" (gośc. Killa Sin)                                | RZA         | - The Main Ingredient - "Everybody Plays the Fool" - Bob James - "Take Me to the Mardi Gras" | 3:18 |
| 9                                    | "La Rhumba" (gośc. Beretta 9, Killa Sin, Method Man)     | True Master |                                                                                              | 4:21 |
| 10                                   | "Black Widow Pt. 2" (gośc. Ol’ Dirty Bastard)            | RZA         | - Wendy Rene - "After Laughter (Comes Tears)" - Schoolly D – "Pussy Ain’t Nothin'"           | 2:54 |
| 11                                   | "Shady" (gośc. Intrigue)                                 | RZA         |                                                                                              | 4:09 |
| 12                                   | "Break Bread" (gośc. Jamie Sommers)                      | RZA         |                                                                                              | 3:12 |
| 13                                   | "Bong Bong" (gośc. Beretta 9, Madame Cez)                | RZA         |                                                                                              | 4:11 |
| 14                                   | "Throw Your Flag Up" (gośc. Black Knights)               | RZA         | - Ann Peebles - "Trouble, Heartaches & Sadness"                                              | 5:19 |
| 15                                   | "Be A Man"                                               | RZA         | - O.V. Wright – "Drowning on Dry Land"                                                       | 3:23 |
| 16                                   | "Righteous Way" (gośc. Junior Reid)                      | RZA         |                                                                                              | 5:22 |
| 17                                   | "Build Strong" (gośc. Tekitha)                           | RZA         |                                                                                              | 4:34 |
| 18                                   | "Sickness"                                               | RZA         |                                                                                              | 4:59 |
| Dodatkowe utwory (wersja limitowana) |                                                          |             |                                                                                              |      |
| 19                                   | "Odyssey"                                                | RZA         | - Isaac Hayes – "The Look of Love"                                                           | 3:42 |
| 20                                   | "Cousins" (gośc. Cilvaringz, Doc Gyneco)                 | Mathematics |                                                                                              | 3:24 |

## Notowania
| Rok  | Album          | Notowania | Notowania | Notowania |
| Rok  | Album          | USA 200   | USA Rap   | Top Ind.  |
| ---- | -------------- | --------- | --------- | --------- |
| 2001 | Digital Bullet | 24        | 9         | 1         |

| Rok  | Utwór             | Notowania | Notowania |
| Rok  | Utwór             | Hot R&B   |           |
| ---- | ----------------- | --------- | --------- |
| 2001 | "Brooklyn Babies" | —         |           |
| 2001 | "La Rhumba"       | 98        |           |